# Vladimir Gaćinović

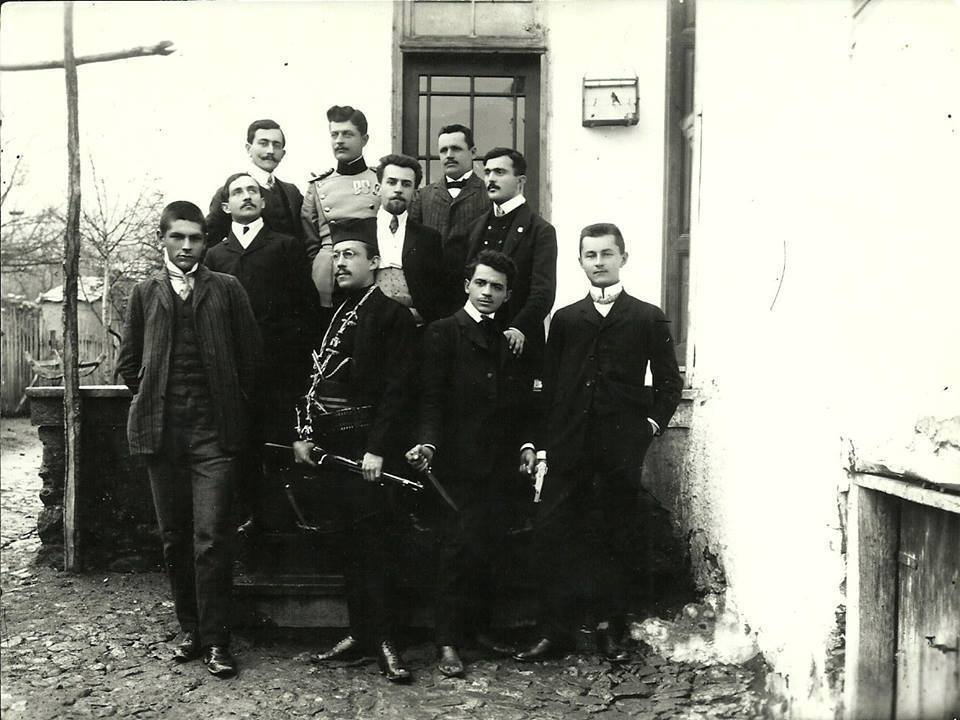
Militärträning i Vranje, 1906. Överst till vänster Bogdan Žerajić, nederst till vänster Vladimir Gaćinović.

Vladimir  Gaćinović, kyrilliska Владимир Гаћиновић, född 25 maj 1890 i Kačanj, Österrike-Ungern (numera Bosnien och Hercegovina), död  11 augusti 1917 i Freiburg i Schweiz, var en bosnienserbisk revolutionär.
Han var en av grundarna av det revolutionära nätverket Unga Bosnien och en av dess mest framträdande medlemmar. Sällskapet hade ingen egentlig ledning men Gaćinović har i efterhand ofta tillskrivits ledarskapet.

## Biografi
Gaćinović var son till en landsortspräst. Han studerade i Belgrad, Mostar, Lozana och Wien. Efter studentexamen i Belgrad 1910 skrev han in sig vid stadens juridiska fakultet. Vid sidan av sina studier ägnade han sig åt politik. Gacinovic blev tidigt en serbisk nationalist och lade tillsammans med sina kamrater Dimitrije Mitrinović och Bogdan Žerajić grunden till det revolutionära panlavistiska nätverket Unga Bosnien.
I maj 1910 besökte Österrikes kejsare Frans Josef det nyligen annekterade Bosnien och Hercegovina. Bogdan Žerajić, nära vän till Gaćinović, hade bestämt sig för att försöka mörda kejsaren. Gaćinović var hans ende förtrogne. Kejsarens besök avlöpte dock utan störningar; varför Žerajić inte agerade är oklart. Den 15 juni blev det dock annorlunda. Sarajevos guvernör Marijan Varešanin skulle öppna det bosniska parlamentet som det beslutats vid kejsarens besök, och då Varešanin åkte över Latinska bron i sin vagn sköt den 24-årige Žerajić fem gånger mot honom. Guvernören överlevde dock då alla skott missade. Det är oklart om attentatorn var medveten om misslyckandet eller ej, men han valde att begå självmord med det sista skottet.
Gaćinović ville skapa ett slags minne över kamraten och också använda dennes död i ideologiska syften. Därför skrev han en broschyr där han hyllade Žerajić och framställde honom som en perfekt rollfigur.
Gaćinović gjorde sig känd för att producera stridsskrifter, essäer och artiklar med radikalpolitiskt innehåll. Hans skrifter bidrog till att indoktrinera medlemmar i Unga Bosnien och uppmana dem till terrorism.
Under Balkankriget var Gaćinović frivillig i Montenegros armé. Förutom i Unga Bosnien var han aktiv i en annan organisation som mycket mer hade karaktären av ett hemligt sällskap, Svarta Handen.
I slutet av 1913 initierade Gaćinović en plan för att mörda Sarajevos nye guvernör, Oskar Potjorek, men gav strax upp den och tog avstånd från attentat som en politisk kampmetod. Bara några månader senare sköts ärkehertig Franz Ferdinand av Österrike till döds av den 19-årige Gavrilo Princip, medlem i Unga Bosnien. Gaćinović hade känt den yngre Princip enbart som en ivrig läsare och var, att döma av de brev han senare skrev, inte tillfreds med attentatet i Sarajevo.
Under första världskriget var Gaćinović under en tid marinsoldat i franska armén. Han reste även till Amerika och försökte skaffa hjälp åt Serbien. Gaćinović dog under oklara omständigheter, möjligen genom arsenikförgiftning, i Freiburg i Schweiz år 1917.